# گای (استان لهستان کوچک‌تر)
گای (به لهستانی:  Gaj) یک روستا در لهستان است که در گمینا موگیلانه واقع شده‌است. گای ۱٬۴۰۰ نفر جمعیت دارد.